# Franco Marvulli

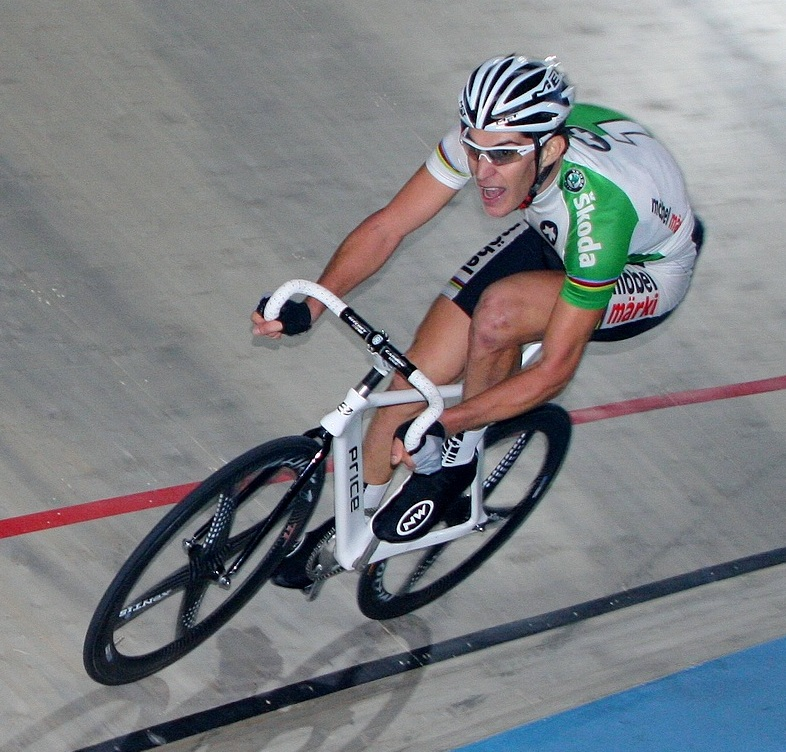
Franco Marvulli beim Sechstagerennen in Zürich (2009)

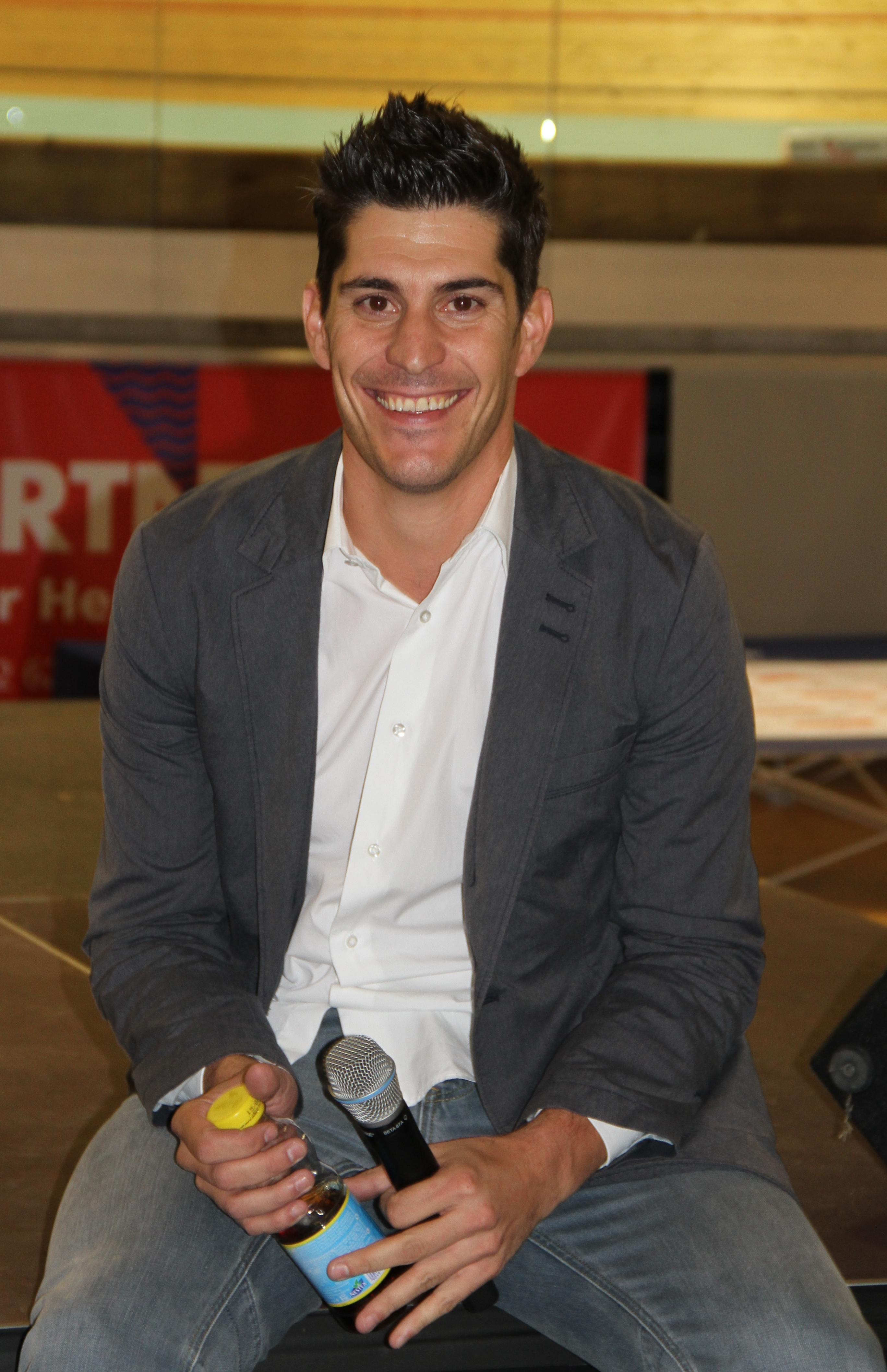
Franco Marvulli als Sprecher bei den UEC-Bahn-Europameisterschaften 2015

Franco Marvulli (* 11. November 1978 in Seebach (Stadt Zürich)) ist ein ehemaliger Schweizer Radsportler. 2014 beendete er seine sportliche Laufbahn und ist seitdem als Moderator, Vortragsredner und Veranstalter tätig.

## Sportlicher Werdegang
Als Kind erprobte sich Franco Marvulli in mehreren Sportarten wie Judo, Wasserball, Tischtennis und Fussball. Nach einer Rückenverletzung musste er das Fussballspielen aufgeben, und er wandte sich dem Radsport zu. Die ersten Runden auf einer Radrennbahn drehte er auf der Bahn des RV Höngg, später auf der Offenen Rennbahn Zürich-Oerlikon. Später startete er für den VC Hirslanden-Zürich.
1997 stand Marvulli mit jeweils einem dritten Platz erstmals bei Schweizer Meisterschaften auf dem Podium, im Punktefahren auf der Bahn sowie im Mannschaftszeitfahren auf der Strasse. Im Jahr darauf errang er erstmals einen Schweizer Meistertitel (in der Einerverfolgung) in der Elite-Klasse und startete erstmals beim Berliner Sechstagerennen, in einem Zukunftsrennen. In dieser Disziplin wurde er 1998 und 1999 auch Europameister. In den folgenden Jahren etablierte er sich vor allem in den Disziplinen Punktefahren, Zweier-Mannschaftsfahren (Madison) und Scratch.
Bis 2013 wurde Franco Marvulli vier Mal Weltmeister, fünf Mal Europameister und mindestens 29 Mal Schweizer Meister.
Dreimal nahm Marvulli an Olympischen Sommerspielen teil. 2000 belegte er in der Einerverfolgung Platz 15 und 2008 gemeinsam mit Bruno Risi im Zweier-Mannschaftsfahren Platz elf. Bei den Spielen 2004 in Athen errang er gemeinsam mit Risi die Silbermedaille im Zweier-Mannschaftsfahren.
Im November 2013 gab Marvulli, der wegen seiner lockeren Art ein «Publikumsliebling» war, bekannt, dass die kommende Sechstagesaison 2013/2014 seine letzte sein werde. Als letztes Rennen bestritt er das Sechstagerennen in Berlin im Januar 2014.

## Berufliches
Seit der Beendigung seiner Karriere ist Franco Marvulli als Moderator, Vortragsredner und Veranstalter tätig. 2015 gründete er seine eigene Firma Go On Projects (2021 umbenannt in Franco Marvulli).
So war Marvulli als Co-Speaker bei den letzten Sixday-Nights Zürich 2014 tätig. Ab September 2015 moderierte er die Sendung Einfach gesund auf Sat 1 Schweiz. Im Oktober 2015 war er als Moderator bei den UEC-Bahn-Europameisterschaften in Grenchen tätig, wenige Wochen darauf bei der Verleihung der Swiss Cycling Awards. Am 30. April 2016 gewann er die erste Auflage der «Lipsync Battle» (eine Karaoke-Show) Hello Again des SRF. Seit 2017 Moderiert Franco Marvulli den Dance Cup Switzerland. 2018 nahm er an der Tanzshow des SRF Darf ich bitten teil. Am 1. Januar 2020 moderierte er zusammen mit Simone Honegger (Radiomoderatorin und Läuferin) und Alain Helfenstein (Ironman-Triathlet und -Speaker) den Neujahrsmarathon Zürich.
Im Herbst 2022 nahm Marvulli an der Schweizer Ausgabe von The Masked Singer als Löwe verkleidet teil. Er belegte in dieser Staffel den 5. Rang unter acht Teilnehmern. 2024 gewann er die SRF-Sendung Champion der Champions, bei der sieben ehemalige Schweizer Spitzensportler in mehreren Wettkämpfen gegeneinander antraten.
Darüber hinaus engagiert sich Franco Marvulli für gemeinnützige Projekte wie «Velafrica», «Schweiz.bewegt» und «Pink Ribbon».

## Ehrungen
Im März 2014 wurde Franco Marvulli vom Schweizer Radsportverband Swiss Cycling zum Ehrenmitglied ernannt.

## Wichtigste Erfolge

### Bahn-Meisterschaften
1998
- Schweizer Meister – Einerverfolgung

1999
- Schweizer Meister – Einerverfolgung, Punktefahren, 1000-Meter-Zeitfahren

2000
- Schweizer Meister – Einerverfolgung

2001
- Europameister – Omnium
- Schweizer Meister – 1000-Meter-Zeitfahren

2002
- Weltmeister – Scratch
- Europameister – Omnium
- Schweizer Meister – Einerverfolgung
- Schweizer Meister – Einerverfolgung

2003
- Weltmeister – Scratch, Zweier-Mannschaftsfahren (mit Bruno Risi)
- Schweizer Meister – Einerverfolgung, Mannschaftsverfolgung (mit Alexander Aeschbach, Marcel Dunkel und Markus Kammermann)
- Europameister – Omnium

2004
- Olympische Spiele – Zweier-Mannschaftsfahren (mit Bruno Risi)
- UCI-Bahn-Weltmeisterschaften 2004 – Zweier-Mannschaftsfahren (mit Bruno Risi)
- Europameister – Zweier-Mannschaftsfahren (mit Alexander Aeschbach)
- Schweizer Meister – Einerverfolgung

2005
- Schweizer Meister – Einerverfolgung, Punktefahren, Scratch

2006
- Europameister – Zweier-Mannschaftsfahren (mit Bruno Risi)
- Schweizer Meister – Einerverfolgung, Scratch, Zweier-Mannschaftsfahren (mit Bruno Risi)

2007
- Weltmeister – Zweier-Mannschaftsfahren (mit Bruno Risi)
- Schweizer Meister – Zweier-Mannschaftsfahren (mit Bruno Risi)

2008
- Schweizer Meister – Einerverfolgung, Scratch, Zweier-Mannschaftsfahren (mit Dominique Stark), Mannschaftsverfolgung (mit Alexander Aeschbach, Dominique Stark und Bernhard Oberholzer )

2009
- Schweizer Meister – Einerverfolgung, Punktefahren, Mannschaftsverfolgung (mit Alexander Aeschbach, Bernhard Oberholzer und Claudio Imhof)

2010
- Schweizer Meister – Punktefahren, Scratch, Zweier-Mannschaftsfahren (mit Loïc Perizzolo)

2011
- Schweizer Meister – Einerverfolgung

2012
- Schweizer Meister – Omnium (Sprint)

### Sechstagerennen
2001: Grenoble (mit Alexander Aeschbach)
2003: Grenoble, Moskau (mit Alexander Aeschbach)
2004: Grenoble (mit Alexander Aeschbach)
2005: Stuttgart (mit Bruno Risi und Kurt Betschart)
2006: Zürich, Maastricht (mit Bruno Risi), Grenoble mit (mit Alexander Aeschbach), Aguascalientes (Mexiko) mit (Luis Fernando Macias), Fiorenzuola d’Arda (mit Marco Villa)
2007: Dortmund, Kopenhagen, München, Fiorenzuola, Zuidlaren, Zürich, Hasselt (mit Bruno Risi), Stuttgart (mit Bruno Risi und Alexander Aeschbach)
2008: Kopenhagen, Berlin, Hasselt, Turin, Fiorenzuola d’Arda, Zürich (mit Bruno Risi)
2009: Zürich und München (mit Bruno Risi), Tilburg (mit Tristan Marguet), Fiorenzuola d’Arda (mit Alexander Aeschbach), Grenoble (mit Luke Roberts)
2010: Bremen (mit Bruno Risi), Grenoble (mit Alexander Aeschbach)
2011: Zürich (mit Iljo Keisse)
2012: Fiorenzuola d’Arda (mit Tristan Marguet)
2013: Bremen (mit Marcel Kalz)

### Strasse
2005
- Prolog und drei Etappen Vuelta a El Salvador